# Adagio (muzyka)
Adagio (wym. a'dadʒ͡ʲɔ wł.: wolno) – wolne tempo w utworach muzycznych (66-76 BPM), wolniejsze niż andante, szybsze niż largo.
Jest to również określenie drugiej, stałej części utworów zbudowanych na zasadzie cyklu sonatowego: sonaty, symfonii. Adagio sonatowe ma charakter liryczny lub poważny, w opozycji do dynamicznej, utrzymanej w szybkim tempie części pierwszej, jaką jest allegro sonatowe. Wielu kompozytorów nadawało tytuł Adagio wolnym częściom swoich kompozycji, np. Bruckner, w większości swoich symfonii. 
Adagio jako pierwsza część sonaty występuje w sonacie Księżycowej Beethovena, a tak nietypowa budowa utworu jest już zapowiedzią nowej epoki – romantyzmu w muzyce.
Zarówno jako nazwa części, jak i określenie tempa, adagio często łączone jest z dodatkowymi określeniami: adagio assai, adagio molto (bardzo powoli), adagio sostenuto (powoli, powściągliwie). Odmianą jest adagietto (nieco szybciej niż adagio) oraz adagissimo (bardzo powoli).
Mianem adagia określa się również część lekcji tańca klasycznego, złożonej z ćwiczeń wyrabiających równowagę, płynność i harmonijność ruchów.